# Église Santa Croce e Purgatorio al Mercato
L'église de la Sainte-Croix-et-du-Purgatoire-du-Marché (en italien : Chiesa di Santa Croce e Purgatorio al Mercato) est une église néo-classique du centre historique de Naples placée au milieu de l'exèdre de la place du marché (it). C'est un monument fort du cœur historique de la cité parthénopéenne, mais il est fermé au public pour incurie. 

## Histoire
En 1351, une chapelle est fondée par un certain Domenico Persio, tanneur, à l'emplacement où fut décapité le dernier des Hohenstaufen, Conradin de Souabe, à l'âge de seize ans. la décapitation a lieu le 29 octobre 1268 sur ordre de Charles Ier d'Anjou. Auparavant le lieu n'était signalé que par une simple colonne surmontée d'une croix, appelée la « colonne expiatoire ». Celle-ci fut placée dans la nouvelle chapelle. 
Au XVIIe siècle, les grandes citernes à grains de la place servent de fosses communes pour les innombrables morts des suites de l'épidémie de peste de 1656.  Les fosses sont clôturées et l'on construit une chapelle à proximité, dite « chapelle de la Sainte-Croix-des-Âmes-du-Purgatoire », ou plus brièvement « chapelle du Purgatoire ».
Dans la nuit du 22 juillet 1781, un incendie généré par les feux d'artifice tirés pour fêter Notre-Dame du Mont-Carmel détruit les échoppes de bois de la place du Marché et en conséquence endommage la chapelle. l'architecte Francesco Sicuro (it) est chargé par Ferdinand IV de réaliser une exèdre sur la place pour réglementer l'emplacement des échoppes. En outre, l'architecte termine l'exèdre en construisant une nouvelle église qui remplace les deux chapelles. Érigée en 1786, elle est consacrée le 3 novembre 1791. Elle est profondément remaniée en 1911 et endommagée par les bombardements américains de 1943, puis par le tremblement de terre de 1980.

## Description

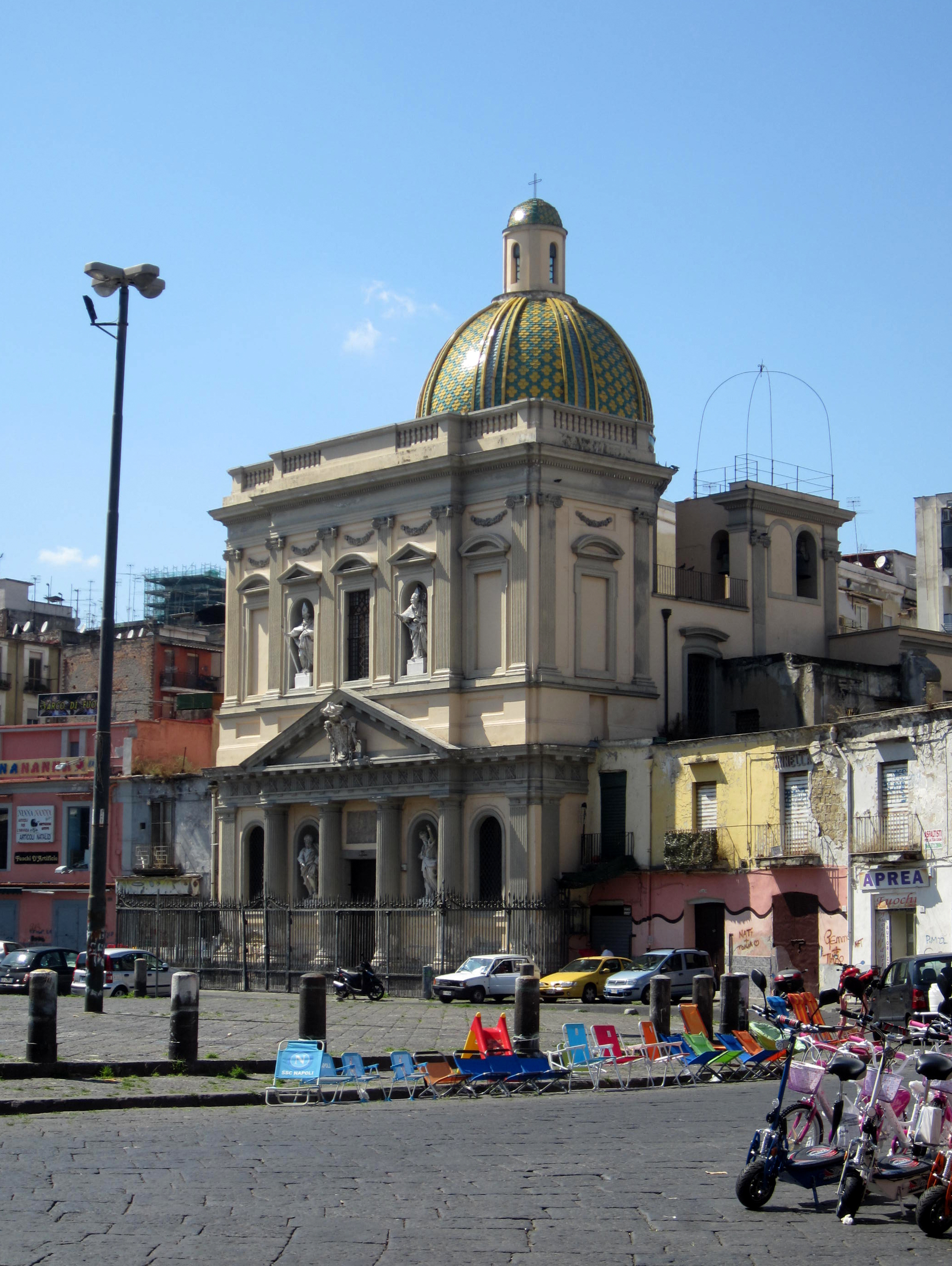
Vue de côté.

L'église s'inscrit dans un plan à croix grecque divisée en trois nefs. Elle représente un monument témoin de la ville, d'abord par son emplacement historique, et ensuite par ses dimensions, sa façade néo-classique avec des grandes statues et sa coupole de tuiles en majolique jaunes et vertes qui la domine. Elle conserve une souche en forme de billot avec le blason des tanneurs dont on pense qu'elle fut celle sur laquelle Conradin fut décapité, ou bien il s'agirait d'une clef de voûte de la chapelle où il fut inhumé à l'origine. La colonne en porphyre commémorant la décapitation comporte l'inscription latine suivante : « Asturis ungue leo pullum rapiens aquilinum hic deplumavit acephalumque dedit ». La mort du jeune souverain signe la fin de la dynastie souabe et du rêve impérial, permettant ainsi l'accès au trône de Naples de la dynastie angevine. 
Les tableaux de Luca Giordano et des autres peintres ont été transférés au musée civique du Castel Nuovo.
L'église est désormais fermée au public pour incurie.

## Source de la traduction
- (it) Cet article est partiellement ou en totalité issu de l’article de Wikipédia en italien intitulé « Chiesa di Santa Croce e Purgatorio al Mercato » (voir la liste des auteurs).